# Лесё
Лесё (дат. Læsø) — крупнейший остров в проливе Каттегат. Площадь 101,22 км², население — 1993 человек (2009). Отделён от полуострова Ютландия проливом Лесё-Ренне (дат. Læsø Rende) шириной 19 км.
Остров составляет отдельный муниципалитет, входящий в провинцию Северная Ютландия. Административный центр — городок Бюрум (дат. Byrum). На острове также имеется ряд деревень, две гавани.

## География
Поверхность острова — плоская равнина, вдоль северного побережья расположены дюны высотой до 21 м. Вместе с островом Анхольт Лесё называют «пустынным поясом Дании» из-за засушливого лета и истреблённой растительности. Если на Анхольте растительность вырубали для обеспечения маяка, то на Лесё — для обеспечения топливом соляных печей.

## Экономика
Население занято в сельском хозяйстве — молочное животноводство, рожь, овёс, сахарная свёкла. Имеется паромное сообщение с городом Фредериксхавн на полуострове Ютландия.
В Средние века остров слыл центром соледобывающей промышленности. Грунтовые воды Лесё содержат до 15 % соли, которая концентрируется на естественных солончаках. После того, как вырубка растительности обнажила пески, они стали заметать деревни и сельскохозяйственные угодья. Добыча соли была запрещена.
В 1980-х добыча соли средневековым методом была возобновлена как археологический эксперимент и туристический аттракцион.